# Arnold Boonen
Arnold Boonen (ur. 1669, Dordrecht, zm. 1729 Amsterdam) – holenderski malarz
Pierwsze kroki w malarstwie stawiał u Arnolda Verbusa i G. Schalckena w Dordtrechcie. Od 1689 roku był artystą niezależnym. W 1695 roku przebywał w Niemczech, gdzie znalazł uznanie jako portrecista. W 1696 roku powrócił na stałe do Amsterdamu, gdzie kontynuował karierę jako portrecista (m.in. namalował portrety Piotra Wielkiego oraz Johna Churchilla oraz tworzył obrazy rodzajowe w tradycji lejdejskiej, w nocnym oświetleniu. Jego uczniami byli Philips van Dijk, Jan Maurits Quinkhard i Cornelis Troost. Miał syna Kaspra van Boonena, który również został malarzem, tworzył portrety lecz swoim talentem nie dorównywał ojcu.

## Wybrane prace
W Galerii Obrazów Starych Mistrzów w Dreźnie znajduje się siedem jego prac, w Palais des Beaux-Arts w Lille znajduje się obraz Śpiewająca kobieta, którego atrybucja przypisywana jest również Boonenowi.
- Sześciu regentów Instytutu Oude Zijds, 1705, Amsterdam
- Pustelnik czytający przy świetle świecy, 1695, Brunszwik